# Muş (provincie)
Provincie Muş je tureckou provincií, nachází se ve východní části Malé Asie a regionu Východní Anatolie. Rozloha provincie činí 8 196 km2, v roce 2006 zde žilo 488 997 obyvatel. Hlavním městem je Muş. Provincie byla dlouho součástí Arménie. Žije zde mnoho Kurdů a Arménů.

## Administrativní členění
Provincie se administrativně člení na 6 distriktů:
- Bulanık
- Hasköy
- Korkut
- Malazgirt
- Muş
- Varto